# 葉紹堅
葉紹堅（英語：Ken Yip Siu-kin），現任政務司副司長政治助理。前香港經濟日報採訪主任（政治版），亦曾任職香港商報。

## 簡歷
加入政府前，曾在香港經濟日報採訪主任（政治版），亦曾任職香港商報，他畢業於珠海書院，主修新聞及傳播。